# Curs special de fizica dezastrelor
Curs special de fizica dezastrelor (în original: Special Topics in Calamity Physics) este primul roman al autoarei americane Marisha Pessl, apărut în anul 2006. Cartea a fost finalizată de Pessl la 27 de ani. A primit premiul literar „John Sargent“ pentru cel mai bun roman și a fost selectată ca una dintre cele mai bune zece cărți ale anului 2006 de către New York Times Book Review. De asemenea, romanul a fost comparat cu Istoria secretă a Donnei Tartt și Prep de Curtis Sittenfeld. În România, cartea a apărut în traducerea Ruxandrei Târcă la Editura Litera, în 2010.

## Acțiune
Personajul principal, Blue van Meer, este o adolescentă supradotată foarte apropiată de tatăl ei, profesorul universitar Gareth van Meer. Mama fetei, Natasha, murise într-un accident de mașină când Blue avea numai cinci ani. Blue se atașează din ce în ce mai mult de tată, iar acesta îi devine și mentor. Îi transmite pasiunea pentru lecturi și dezbateri și o educă el însuși, în paralel cu școala. Viața pe care o duc tatăl și fiica este aproape nomadă: Gareth van Meer schimbă universitatea la care predă în fiecare semestru, în timp ce Blue schimbă și ea școlile. În ultimul an de școală al lui Blue, cei doi se stabilesc la Stockton, Carolina de Nord, unde Blue se înscrie la școala privată St. Gallway. Este atrasă în cercul unor colegi neobișnuiți, supranumiți "Nobilii" aflați sub tutela misterioasei Hannah Schneider, o tânără profesoară de film. În timpul unei excursii în munți împreună cu acest grup, Blue o găsește pe Hannah Schneider moartă. Convinsă spre deosebire de toți ceilalți că nu poate fi vorba de un suicid, își dedică o mare parte din timp dezlegării enigmei.  

## Structură
Romanul are structura unui curs universitar. Este compus din 3 părți și conține 36 de capitole, fiecare purtând numele unei opere din canonul literar vest-european, cărora li se adaugă un capitol intitulat "Examen final". 

## Legături externe
- Site-ul oficial al Marishei Pessl
- Pagina interactivă a romanului Special Topics in Calamity Physics Arhivat în 22 iulie 2012, la Wayback Machine.